# 국도 제102호선 (중국)
중국의 국도 제102호선(중국어: 102国道)은 베이징시를 출발하여, 헤이룽장성 하얼빈시까지 이어주는 총 연장 1,297 km 구간을 가진 일반 국도 노선이다. 징하로(京哈路)라고 하기도 한다. 또한 이 도로는 허베이성을 두 번 경유한다. 

## 같이 보기
- 중화인민공화국의 일반 국도
- 아시안 하이웨이 1호선